# دارکوب کهر
دارکوب کهر (نام علمی: Blythipicus pyrrhotis) گونه‌ای از پرندگان خانواده دارکوبان (Picidae) است.
در بنگلادش، بوتان، کامبوج، چین، هنگ کنگ، هند، لائوس، مالزی، میانمار، نپال، تایلند و ویتنام یافت می‌شود. زیستگاه‌های طبیعی آن جنگل‌های جلگه‌ای نمناک نیمه‌گرمسیری یا گرمسیری و جنگل‌های کوهستانی نمناک نیمه‌گرمسیری یا گرمسیری است.